# Маржанкол
Маржанко́л (каз. Маржанкөл) — село у складі Осакаровського району Карагандинської області Казахстану. Адміністративний центр Маржанкольського сільського округу.
Населення — 376 осіб (2021; 545 у 2009, 904 у 1999, 1272 у 1989).
Національний склад станом на 1989 рік:
- казахи — 66 %.

До 1993 року село називалось Морозовка, до 2021 року — Уизбай.